# Francisco Fresno
Francisco Fresno (Villaviciosa, 1954) és un escultor, pintor i gravador espanyol molt involucrat en el desenvolupament artístic d'Astúries des 1973.
Pot considerar com un artista autodidacta, malgrat la qual cosa és considerat per alguns autors com un artista rigorós, de gran nivell com a escultor. D'entre les seves obres pot destacar "Torre de la Memòria"(els treballs previs i esbossos, va exposar a l'Ateneu de la Calçada, Gijón, l'any 2001), la qual pot dir-se és una reflexió profunda sobre el passat i el futur, no només artísticament si no des d'un punt social.
Al voltant de 1977 el seu estil podia qualificar d'expressionisme figuratiu, utilitzant a vegades collages amb fins papers de gases col·locats delicadament. A 1979 s'inicia una etapa en què les deixalles són els seus principals matèries primeres, papers arrugats, diaris, donant lloc a obres de tons apagats.
En un primer moment de la seva carrera artística realitza paisatges impressionistes, evolucionant evolucionaria cap a la figuració amb algun contingut social. No per aquí el seu procés evolutiu, sinó que continua cap a l'abstracció, incorporant en les seves obres periòdics encolats per construir composicions acolorides mitjançant tires de paper col·locades en suports de fusta.
En 1982 comença a donar un caràcter més pictòric a les seves obres, ara retalla estretes tires de paper de diaris, les entintaba i s'enganxa a la fusta. Passa d'utilitzar en un primer moment només colors primaris a evolucionar cap a una major complexitat. Així, comença la realització d'objectes amb volum que el portaran més tard a l'escultura, que realitza en aquest primer moment arrencant dels plantejaments de collage i de color lacat bé sobre cares de prismes regulars, o bé sobre esteles (sèrie Columnes) i fins i tot sobre paravents (sèrie Ziag).
El gravat l'inicia a partir de 1985 aproximadament, seguint amb aquesta tècnica posteriorment. A 1990, utilitzant nous materials com ara la làmina de fibra premsada, escultures. En el procés creatiu, pintava les làmines en tons uniformes amb esmalt de laca sobre imprimació acrílica, després les posava donant lloc a formes geomètriques, bé paral·lelament, bé en perpendicular.
Al llarg de la seva carrera ha realitzat moltes exposicions tant de caràcter individual, com col·lectives. La seva primera exposició individual la va dur a terme l'any 1975 a la Sala d'exposicions de l'antic Institut Jovellanos, Gijón, seguint aquesta exposicions en diverses sales de galeries d'art de Gijón (1977, 1980, 1987, 1991, 1995, 1997, 2000, 2009 i 2013), Avilés (1981) i 2000), a Madrid (1987), Santander (1988), i sobretot en Oviedo, on les seves exposicions individuals han estat continuades al llarg de tots els anys de la seva carrera.
Respecte a les seves exposicions col·lectives, majoritàriament han estat certàmens de pintura, en els que sovint ha obtingut premi. Podem destacar la seva participació en: el "XIII Certamen de Pintura a l'Aire Lliure" en 1973; el "XIV Certamen de Pintura a l'Aire Lliure" i en VII Certamen Artístic de Primavera, Gijón, ambdós en 1974; XVII Certamen Nacional Juvenil d'Arts Plàstiques, Oviedo 1975; VIII Certamen Nacional de Pintura de Ḷḷuarca, Astúries 1977; IX Certamen Nacional de Pintura de Ḷḷuarca 1978; X Certamen Nacional de Pintura de Ḷḷuarca,"Pintura Asturiana Actual", Galeria Altamira, Gijón i II Biennal Nacional d'Art Ciutat d'Oviedo, Museu de Belles Arts d'Astúries, Oviedo, totes elles en 1979; "Sis pintors asturians", Galeria Penya Tu, Gijón i XIX Premi Internacional de Dibuix Joan Miró, Fundació Joan Miró (Barcelona), ambdues en 1980;"Panorama 81 de l'art asturià", Cercle de Belles Arts (Madrid), Premi Internacional de Dibuix Joan Miró, Fundació Joan Miró, Barcelona i I Biennal Nacional d'Art, Pontevedra, l'any 1981. I ha seguit realitzant exposicions col·lectives a Bilbao, Madrid, Gijón, Oviedo, Conca, Mallorca, Navarra, diferents localitats d'Astúries i Galícia, Sevilla... i fins i tot ha realitzat exposicions col·lectives fora d'Espanya, destacant:"Artistes de Gijón a Niort", Niort, França, el 1982;"Nous Paisatges d'Astúries", Fundació Calouste Gulbenkian, Lisboa a 1984;"Projecte Negre", Bergbau-Museum, Bochu, Alemanya i Institut Cervantes de Lisboa, ambdues en 1994;"Obra gràfica a Astúries", Frans Masereel Centrum, Kasterlee, Bèlgica a 1998;"Estampes 1990-2000. Artistes premiats a Espanya", Centre d'Art Lia Bermúdez, Maracaibo (Veneçuela), Museu de l'estampa i del disseny Carlos Cruz Díez, Caracas (Veneçuela), Centre Cultural d'Espanya, a Lima (Perú), Museu d'Art de la Universitat Nacional, de Bogotà (Colòmbia), Centre Cultural d'Espanya, a Santiago de Xile, totes elles l'any 2000; aquesta exposició col·lectiva "Estampes 1990-2000. Artistes premiats a Espanya" també es va exposar durant l'any 2001 a La Paz i Santa Cruz de la Sierra a Bolívia; a Buenos Aires, Argentina; Assumpció al Paraguai i Montevideo (Uruguai). a 2007 va exposar"Itinéraires de l'art grahique contemporain a Astúries", Centre de la Gravure et de l'image impremée de la Comunauté française de Bèlgica.
Ha obtingut entre altres el Primer Premi en el "XIII Certamen de Pintura a l'Aire Lliure" en 1973, el Premi Julio Gargallo en el "II Certamen de Pintura Asturiana"en 1974; Menció d'Honor en el "VIII Certamen Nacional de Pintura de Ḷḷuarca" en 1977; Premi en el"IV Biennal Nacional de Pintura La Carbonera"a 1987; Premi i adjudicació de projecte de realització d'una escultura en l'Edifici Administratiu de Serveis Múltiples del Principado d'Astúries en 1992; Premi d'escultura del Col·legi Oficial d'Aparelladors i Arquitectes d'Astúries en 1994. El segon Premi de Dibuix, "Premio Penagos de Dibuix", Fundació Cultura Mapfre Vida, Madrid en 2004, Premi i adquisició,"XIII Biennal Nacional de Pintura La Carbonera", Sama, Astúries en 2005, i va ser finalista en el VI Premi de pintura de la Junta General del Principat d'Astúries (amb "Entre nòmades") en l'edició del 2006.
També ha realitzat obres públiques com: 
- " Mural", 1992, l'edifici polivalent del govern regional del Principat d'Astúries (c / Coronel Aranda), Oviedo.[1]
- "Torre de la Memòria", 2000, Parc de Moreda, Gijón.[1]
- "Del temps", 2007, Pont del Fondrigo, A Veiga, Astúries.[1]
- "Cap a la llum", 2009, Rotonda d'Albert Einstein, Gijón, Astúries.[1]

A més, es poden contemplar obres seves en museus i altres institucions de caràcter públic i privat, com en els ajuntaments de Gijón, Oviedo, Valdés, Llangréu o Castrillón tots ells a Astúries; museus com el Museu Casa Natal de Jovellanos, Gijón; Museu de Belles Arts d'Astúries, Oviedo; Museu Municipal de Belles Arts de Santander; Museu Escola Municipal de Ceràmica, Avilés, Astúries .; i altres com la Diputació Provincial de Palència; I.E.S. Mata-Jove, Gijón; IES de Lugones, Astúries; Centre de Formació Professional de Barredos, Llaviana, Astúries; Caixa d'Estalvis d'Astúries; Conselleria de Cultura del Principat d'Astúries; Centre Internacional d'Investigació Gràfica, Calella, Barcelona; Diari La Nova Espanya; Centre d'Escultura de Candás, Museu Antón; Col·legi Oficial d'Aparelladors i Arquitectes Tècnics d'Astúries, Oviedo; Biblioteca Nacional, Madrid; Fundació Museu Evaristo Valle, Gijón; Auditori Príncep Felip, Oviedo; Aceralia, Astúries; Fundació Cultural Mapfre Vida, Madrid; Caixa Rural d'Astúries; Rotary Club d'Avilés; Grup Armón, Navia, Astúries; Top Spin 2011, 2011, Club de Tennis de Gijón, Astúries.